# جون أوهارا (لاعب كرة قدم)
جون أوهارا (بالإنجليزية: John O'Hara)‏ (22 أغسطس 1959 في الولايات المتحدة - ) هو لاعب كرة قدم أمريكي في مركز الدفاع. لعب مع Minnesota Strikers ‏ وبيتسبرغ سبيريت ‏ وكليفلاند فورس ‏ وPennsylvania Stoners ‏.